# Bűnös lelkek (televíziós műsor)
A  Bűnös lelkek az RTL saját gyártású bűnügyi riportmagazinja, Magyarországon megtörtént eseteket és bűnügyeket dolgoz fel.
Az első részét 2020. április 30-án mutatta be az RTL televíziós csatorna.

## Epizódok
| Sor. | Év. | Cím                           | Rendező      | Premier           | Nézettség |
| --- | --- | ----------------------------- | ------------ | ----------------- | --------- |
| 1. | 1.  | Szita Bence-gyilkosság        | Kondor Gyula | 2020. április 30. | 296 574   |
| Kevesen vannak, akik ne ismernék Szita Bence nevét. A vagány 11 éves kisfiú rejtélyes körülmények között tűnt el az őszi szünet első napján. Utoljára mostohaanyjával látták a fiút. A rendőrség napokon keresztül faggatta az asszonyt, mire összeállt a kép. A kegyetlen gyerekgyilkosság indítéka azonban sokáig rejtély maradt. |     |                               |              |                   |           |
| 2. | 2.  | Bene László és Donászi Aladár | Kondor Gyula | 2020. május 7.    | 264 752   |
| Bene László és Donászi Aladár. A kilencvenes évek két legrettegettebb gyilkosa. Kevesen vannak, akik ne tudnák, hogy többi közt ők a felelősei a Skálás gyilkosság néven elhíresült kivégzésnek. A páros sose adta fel, tovább raboltak és azt is fontosnak tartották, hogy „,képezzék” magukat. Pont egy ilyen lőgyakorlat alkalmával fogtak fegyvert két vadászra, akik azt hitték, hogy orvvadászokat fogtak. Mindketten meghaltak. Donászi a börtönben végzett magával, Bene 27 év után is várja, hátha szabadon engedik.                                          |     |                               |              |                   |           |
| 3. | 3.  | Széna téri bankrablás         | Kondor Gyula | 2020. május 14.   | 256 371   |
| Magyarország egyik legmegrázóbb túszdrámája a Széna téri bankrablás. A férfi egy családi tragédia miatt döntött a rablás mellett és mindössze ötmillió forintot kért. Pechjére az arra járőröző rendőrök megjelentek a bankban, ezért alakult ki a túszejtés. Amikor a rendőrök lelőtték a bankrablót, úgy találták el, hogy több lövedék is átment a testén és ezzel együtt két túszt is meglőttek. A csattanó pedig a végére maradt: az akció után helyszínelő rendőrök egyike ellopott a bankfiókból 460 ezer forintot.                                             |     |                               |              |                   |           |
| 4. | 4.  | Bándy Kata-gyilkosság         | Kondor Gyula | 2020. május 21.   | 272 822   |
| Nyolc évvel a tragédia után sem ismeri el Péntek László, hogy ő ölte meg a rendőrségi pszichológus Bándy Katát. A lány aznap barátaival ünnepelt, majd hazaindult. Aztán valamiért meggondolta magát a ház előtt és tovább ment. Máig rejtély, hogy miért. A rendőrök arra gyanakodtak, hogy el akarta csalni támadóját. Péntek több vallomást is tett. Volt, hogy azt mondta, hogy semmi köze a gyilkossághoz, volt, hogy beismerte, és olyan vallomása is van, hogy ismerték egymást Katával. Péntek László hosszú idő után először nyilatkozott a börtönben nekünk. |     |                               |              |                   |           |
| 5. | 5.  | Móri bankrablás               | Kondor Gyula | 2020. május 28.   |           |
| 18 évvel ezelőtt nyolc embert kivégeztek egy bankfiókban Móron. A rendőrök két hónapig helyszíneltek, ám csak évekkel később derült ki, hogy a rendőrök végig rossz nyomon jártak. Egy véletlen szerencse kellett ahhoz, hogy előkerüljön a két valódi elkövető: Nagy László és Weiszdorn Róbert. |     |                               |              |                   |           |
| 6. | 6.  | A battai rém                  | Kondor Gyula | 2020. június. 4.  |           |
| Balogh Lajos, vagy ahogy mindenki ismeri: a battai rém. A sorozatgyilkos négy nőt ölt meg és még olyan gyilkosságot is bevallott, amit nem is ő követett el. Az 54 éves férfi 25 éve van börtönben. Mesélt első gyilkos gondolatairól. Arról, hogy milyen ember volt. Mert állítása szerint megváltozott. Szabadulását hamarosan felülvizsgálhatják. Vajon tényleg megváltozott? Vagy csak jobb színben akarja feltüntetni magát? |     |                               |              |                   |           |

## Kritika
Az Index.hu kritizálta a műsort az első epizód témaválasztásáért, valamint a módért, ahogy bemutatták az eseményeket. Matalin Dóra újságíró szerint „egyszerűen ízléstelen arról beszélni, hogy itt ásták el élve a kisfiút, és hogy hamarosan nagyon részletesen számolnak be arról, hogy mi történt vele az utolsó napon” és a műsor több kérdést vet fel, mint amennyit megválaszol. Ezzel szemben az NLC.hu szerint „rendkívül alapos, jól felépített munka az eredmény”, izgalmasan dolgozták fel az eseményt, dicsérte a háttérmunkát, a kutatás alaposságát, ugyanakkor túlzottnak találta a hatásvadászatot.